# Bembibre
Bembibre (leóni nyelven Bienvibre) település Spanyolországban, León tartományban. Lakosainak száma 8158 fő (2024).

## Földrajza
Bembibre Torre del Bierzo, Castropodame, Congosto, Toreno, Noceda del Bierzo és Folgoso de la Ribera községekkel határos.

## Népesség
A település lakosságának változását az alábbi diagram mutatja:
| Lakosok száma | 10 463 | 9989 | 10 053 | 10 071 | 9929 | 9631 | 9191 | 8705 | 8279 | 8158 |
|               | 2001   | 2004 | 2007   | 2009   | 2012 | 2014 | 2017 | 2019 | 2022 | 2024 |